# Otterberg (Wuppertal)
Otterberg  war eine Hofschaft in der bergischen Großstadt Wuppertal. Heute ist der Ort eine Wüstung.

## Lage und Beschreibung
Die Hofschaft lag im Nordwesten der Stadt auf 195 Meter über Normalnull im Nordwesten des Wuppertaler Wohnquartiers Siebeneick im Stadtbezirk Uellendahl-Katernberg an der Stadtgrenze zu Velbert.
Benachbarte Orte sind Bredde, Zur Mühlen, Bahnhof Kopfstation, Öters, Schevenhof, Wüstenhof, Jungmannshof, Galgenbusch und Schanze.

## Geschichte
Otterberg wird auf der Topographia Ducatus Montani des Erich Philipp Ploennies aus dem Jahre 1715 als Otterberg bezeichnet. Spätere Karten wie die Topographische Aufnahme der Rheinlande von 1824 und die Preußische Neuaufnahme von 1893 bezeichnen den Ort als Otterberg. 
Otterberg lag der nördlich einer Altstraßen, der Alten Kölnischen Straße von Köln über Hilden, Erkrath-Hochdahl,  Mettmann-Diepensiepen und Wülfrath-Oberdüssel nach Westfalen.
Im 19. Jahrhundert gehörte Otterberg zu den Außenortschaften Bauerschaft Untensiebeneick in der Bürgermeisterei Hardenberg, die 1935 in Neviges umbenannt wurde. Damit gehörte es von 1816 bis 1861 zum Kreis Elberfeld und ab 1861 zum alten Kreis Mettmann. 
Im Gemeindelexikon für die Provinz Rheinland von 1888 werden für Otterberg ein Wohnhaus mit 30 Einwohnern angegeben.
Durch die nordrhein-westfälische Gebietsreform kam Neviges mit Beginn des Jahres 1975 zur Stadt Velbert und die östlichen Außenortschaften von Neviges um Otterberg wurden in Wuppertal eingemeindet.
Ende der 1960er oder Anfang der 1970er Jahre ist der Ort wüst gefallen. Das ehemalige Hofgelände ist nun Teil des Golfplatzes des Golfclubs Bergisch Land.